# The Puzzy Power Manifesto
El Manifest de Puzzy Power (en anglès Puzzy Power Manifesto, i en alemany Pussy-Macht-Manifest) o manifest de pussy-power inclou algunes pautes per a pel·lícules pornogràfiques, de la companyia de cinema porno danesa Zentropa el 1998 per a configurar les pel·lícules Constance i Pink Prison i més tard per a All About Anna.
Les directrius haurien de servir per produir pel·lícules pornogràfiques estètiques dirigides principalment a dones, ja que la companyia estava convençuda que a les dones també els agradava veure porno, però a causa de la "misogínia" que es mostra a les pel·lícules, no ho fan. Segons l'opinió de la companyia, les pel·lícules porno realitzades segons el Manifest Puzzy haurien de tenir una trama relativament exigent; prescindint completament de primers plans extrems i escenes de correguda.
Es va optar per definir-ho com "porno per a dones", establint el terme heartcore; basat en la categoria pornogràfica hardcore, estil dur que inclou la representació explícita de penetracions directes i extremes, en particular agressives o que es desvien de les variants normals de sexe.

## Contingut del manifest
Argument
Les pel·lícules han de tenir arguments i trames. Les seqüències individuals s'han d'enllaçar amb una cadena lògica d’emocions, fantasies, passions, etcètera, per tal de relacionar-nos amb els personatges i el que passa entre ells. No n'hi ha prou que quatre actors desconeguts entrin a l'escena, els caiguin els pantalons i simplement es posin amb el sexe, a menys que això, òbviament, formi part de la fantasia i d'una configuració en què en l’obra sigui inherent aquesta mateixa ocurrència.
La trama ha de ser sobre algun tema eròtic. No ha de ser massa extens ni contenir massa components "no eròtics", cosa que ens fa oblidar l'aspecte eròtic i provoca la desaparició de la fogositat. Les pel·lícules no han de ser massa llargues: són preferibles trames curtes.
La trama pot sorgir d'una o més fantasies o situacions femenines que podrien passar a la vida quotidiana.
Erotisme
Cal remarcar els sentiments, les passions, la sensualitat, la intimitat i el protagonisme. Les pel·lícules s'han de basar en el plaer i el desig de la dona. Han de despertar els sentits, un joc de titil·lació o pessigolleig, distància i proximitat. La dona s'ha d'estimular i la seva expectació s'ha de construir en una luxúria insalvable, ja que els goigs de l'anticipació són i seran sempre els més grans.
Estil visual
Cal mostrar imatges de cossos que s'acaricien entre ells i els seus detalls eròtics. L'aspecte eròtic pot estar en un altre lloc que no pas els genitals. S'ha de veure la bellesa del cos, també del cos masculí, i és benvingut a oferir el seu cos a nosaltres. No cal que el cos estigui completament nu, ja que l'ocultació parcial pot ser molt més eròtica.
Configuració
Les pel·lícules es poden ambientar en el passat o en el present. El temps i el lloc no són crucials; el que importa és el que passa a les pel·lícules. Una espatlla o un turmell descobert pot ser potentment eròtic, i aquesta mena de sensualitat lleugerament "antiga" es pot incorporar a les pel·lícules ambientades actualment.
Humor
L'humor subtil és benvingut; potser una seqüència còmica a l'inici d'una pel·lícula per trencar el gel, però la diversió no s'ha de ficar en el mateix acte sexual.
Què no està permès?
No hi ha restriccions sobre el que es pugui representar a les pel·lícules sempre que es presenti de manera acceptable. L'únic límit és que les dones no poden ser sotmeses a violència ni coacció contra la seva voluntat. Tanmateix, és totalment acceptable filmar fantasies femenines en què la dona sigui violada / agredida per un home anònim / amb una mica d'intercanvi aspre, o si queda clar per la trama que el que estem veient és que una dona que viu la seva fantasia, potser per acord amb la seva altra persona significativa.
Allò que odiem
L'escena de sexe oral on la dona és forçada a realitzar una fel·lació, amb els cabells estirats amb força i que li cau l'ejaculació a la cara.